# Melanitis phedima
Melanitis phedima är en fjärilsart som beskrevs av Pieter Cramer 1782. Melanitis phedima ingår i släktet Melanitis och familjen praktfjärilar. Inga underarter finns listade i Catalogue of Life.

## Bildgalleri

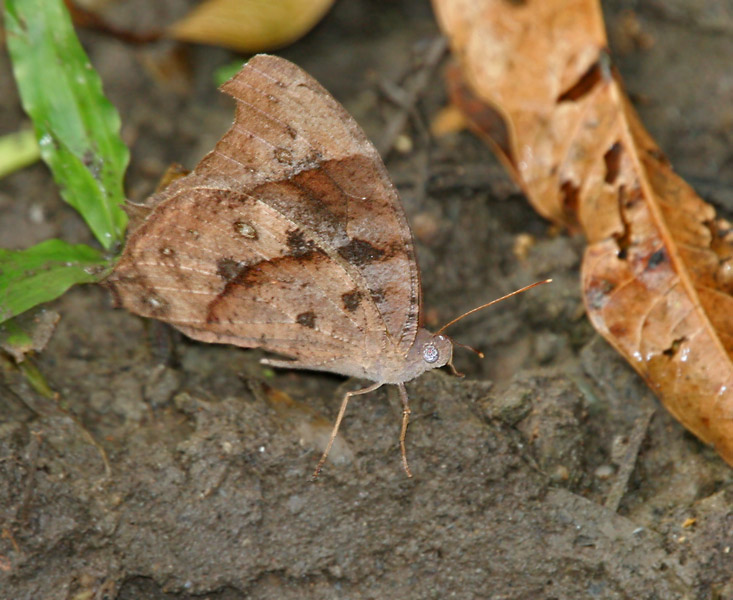
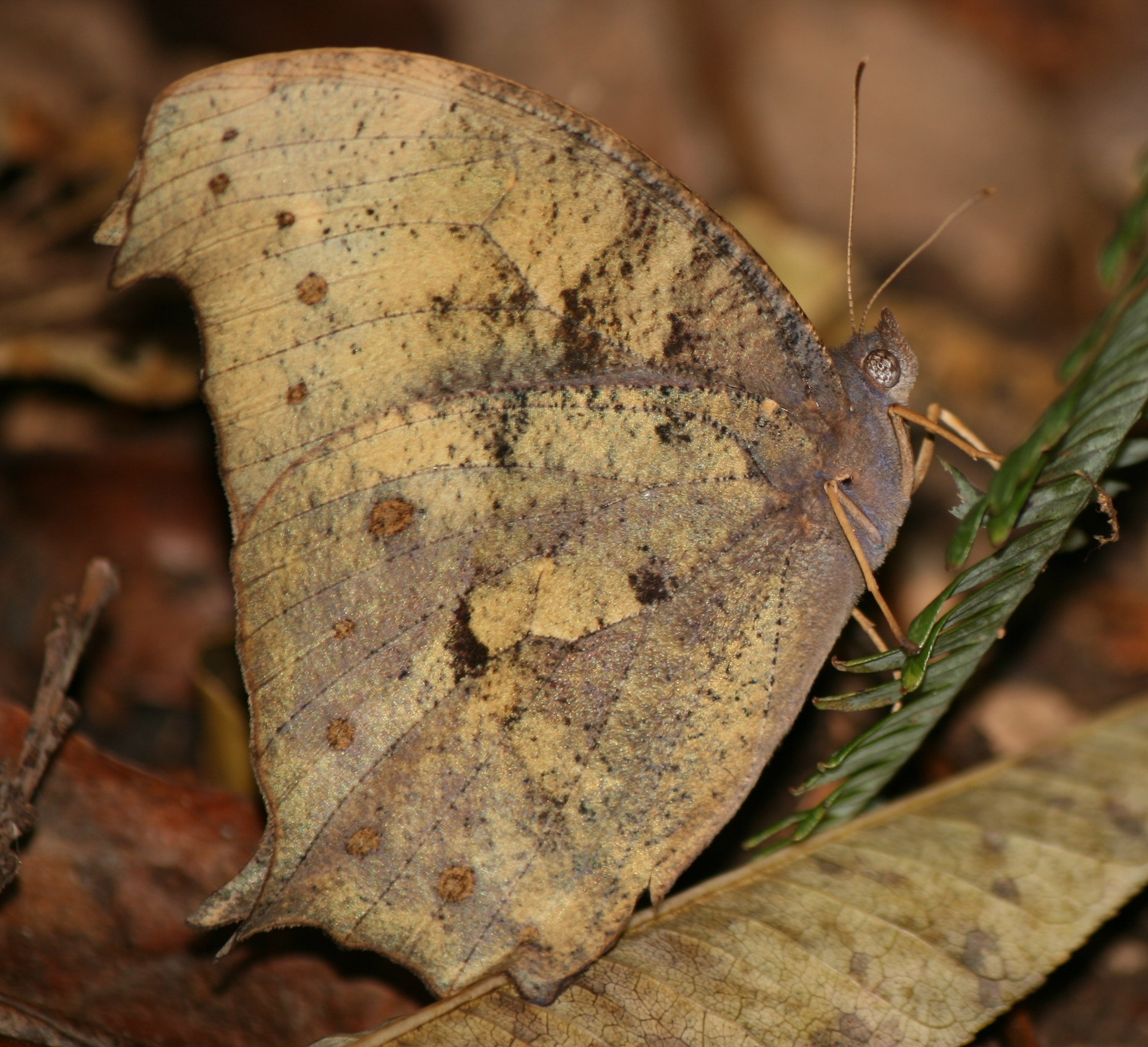